# Hippothoa expansa
Hippothoa expansa is een mosdiertjessoort uit de familie van de Hippothoidae. De wetenschappelijke naam van de soort is voor het eerst geldig gepubliceerd in 1859 door Dawson.